# En piste pour le twist
Pour plus de détails, voir Fiche technique et Distribution.
En piste pour le twist (Go Go Amigo) est un court métrage américain Merrie Melodies de 1966 réalisé par Robert McKimson, mettant en scène Speedy Gonzales contre Daffy Duck.